# Ruellia geminiflora
Ruellia geminiflora là một loài thực vật có hoa trong họ Ô rô. Loài này được Kunth miêu tả khoa học đầu tiên năm 1818.